# Comuna Bliudnîkî, Halîci
Bliudnîkî (în ucraineană Блюдники) este o comună în raionul Halîci, regiunea Ivano-Frankivsk, Ucraina, formată din satele Bliudnîkî (reședința), Hannivți, Kurîpiv, Pukasivți și Temîrivți.

## Demografie
Componența lingvistică a comunei Bliudnîkî
     Ucraineană (99,48%)
     Alte limbi (0,52%)
Conform recensământului din 2001, majoritatea populației comunei Bliudnîkî era vorbitoare de ucraineană (99,48%), existând în minoritate și vorbitori de alte limbi.